# Nicolas Anelka
Nicolas Anelka (født 14. marts 1979) er en fransk tidligere fodboldspiller.
Anelka startede med at spille for Paris Saint-Germain men blev hurtigt solgt til Arsenal FC. I Arsenal spillede han to sæsoner og blev hurtigt kendt som et kæmpetalent. Real Madrid købte ham for 220 millioner kroner, men skiftet blev et kæmpe flop. Senere hen har han spillet i Liverpool FC, Fenerbahce SK, Manchester City og Bolton Wanderers. Chelsea FC erhvervede Nicolas Anelka i januar 2008 for en transfersum på 15 millioner £ (svarende til ca. DKK 150 millioner). Derved har Anelka gennem sin fodboldkarriere genereret transfer fees på i alt 86,8 millioner £, svarende til ca. DKK 860 millioner.
Anelka blev i vinter 2011 solgt til den kinesiske klub, Shanghai Shenhua, efter at havde siddet på bænken for Chelsea F.C. Den 31. januar 2013 skiftede Anelka til Juventus efter længere tids forhandlinger med forskellige europæiske klubber. Her fik han en halv år lang kontrakt, der dog indeholder en klausul, der gør det muligt for klubben at forlænge aftalen med yderligere et år.
Da Manchester United vandt UEFA Champions League 2008 over Chelsea blev Anelka skiftet ind i forlænget spilletid efter 110 minutter men kampen endte i straffesparkskonkurrence. Anelka blev spurgt om han ville sparke et af de fem første forsøg, men det ville han ikke, så han blev sat til at skyde som nummer syv og brændte.
Anelka var indtil januar 2013 en del af trænerstaben i Shanghai Shenhua som spillende assistenttræner. Inden den nye træner kom til klubben, var Anelka spillende træner.
Under VM i fodbold 2010 blev Anelka smidt ud af Frankrigs VM-lejr da han nægtede at undskylde for nogle negative udtalelser om landstræneren Raymond Domenech.